# Plateros lictor
Plateros lictor är en skalbaggsart som först beskrevs av Newman 1838.  Plateros lictor ingår i släktet Plateros och familjen rödvingebaggar. Inga underarter finns listade i Catalogue of Life.